# Lannoy
Lannoy (Nederlands: Lanno) is een gemeente in het Franse Noorderdepartement (Frans: département du Nord) in de regio Hauts-de-France. De gemeente maakt deel uit van het arrondissement Rijsel. Lannoy telde op 1 januari 2022 1.791 inwoners.

## Geografie
De oppervlakte van Lannoy bedroeg op 1 januari 2022 0,18 vierkante kilometer; de bevolkingsdichtheid was toen 9.950 inwoners per km². Qua oppervlakte is het een van de kleinste gemeenten in Frankrijk; echter vanwege het inwonertal is de bevolkingsdichtheid erg hoog.

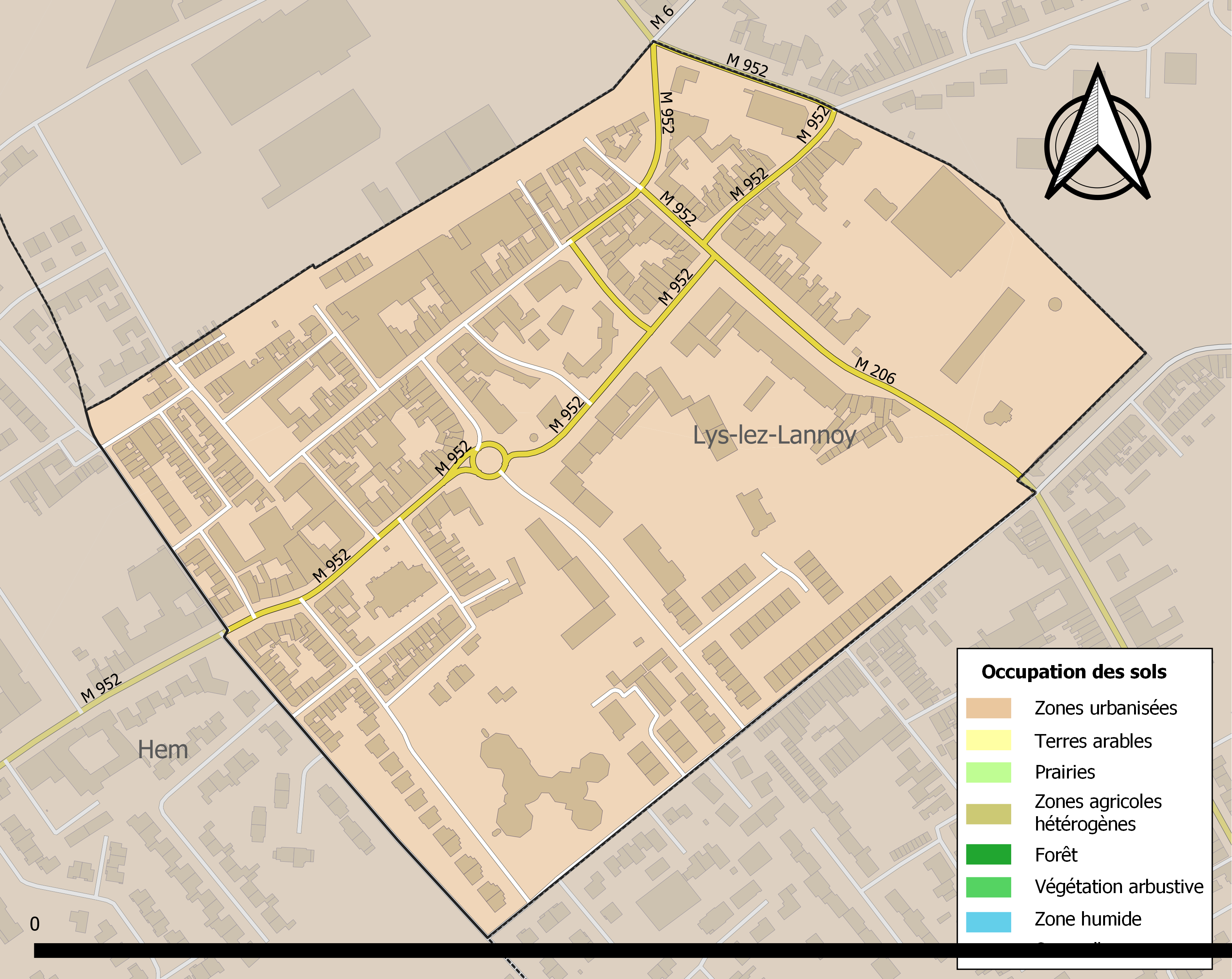
Kaart van de gemeente met belangrijkste infrastructuur, bodemgebruik en omliggende gemeenten

## Bezienswaardigheden
- De Église Saint-Philippe
- De poort van het voormalig klooster van de Kruisbroeders, in 1986 ingeschreven als monument historique

## Natuur en landschap
Lannoy heeft een zeer kleine oppervlakte maar ligt geheel in verstedelijkt gebied, namelijk de agglomeratie van Roubaix. De hoogte bedraagt ongeveer 36 meter.

## Demografie
Onderstaande figuur toont het verloop van het inwonertal (bron: INSEE-tellingen).

## Geboren
- Franciscus Raphelengius (1539-1597), geleerde, drukker en boekverkoper
- Claude van Lannoy (1578-1643), edelman, militair en diplomaat
- Louis Ghémar (1819-1873), lithograaf, schilder, fotograaf en karikaturist
- Jean Piat (1924-2018), acteur en auteur

## Nabijgelegen kernen
Lys-lez-Lannoy, Toufflers, Sailly-lez-Lannoy, Roubaix, Hem